# Oenothera odorata
Oenothera odorata Jacq. – gatunek roślin należący do rodziny wiesiołkowatych (Oenotheraceae). Pochodzi z Ameryki Południowej (z Argentyny i Chile). Do Europy sprowadzony został w 1790 r. przez sir Josepha Banksa. 

## Morfologia
Łodyga wzniesiona, prosta, czerwono nabiegła, o wysokości 60–90 cm. Przy ziemi tworzy liście odziomkowe. Kwiaty pachnące, żółte, podczas kwitnienia zmieniające barwę na czerwoną.

## Zastosowanie
Jest uprawiany w ogrodach jako roślina ozdobna, głównie ze względu na ładne i wonne kwiaty.  Nadaje się na rabaty kwiatowe i do ogrodów naturalistycznych. W Polsce jest rzadko uprawiany, gdyż  nie jest odporny na mróz (strefy mrozoodporności 7-10).  Rozmnaża się poprzez siew nasion, podział bryły korzeniowej wiosną lub jesienią, albo przez sadzonki tworzone z częściowo zdrewniałych pędow.

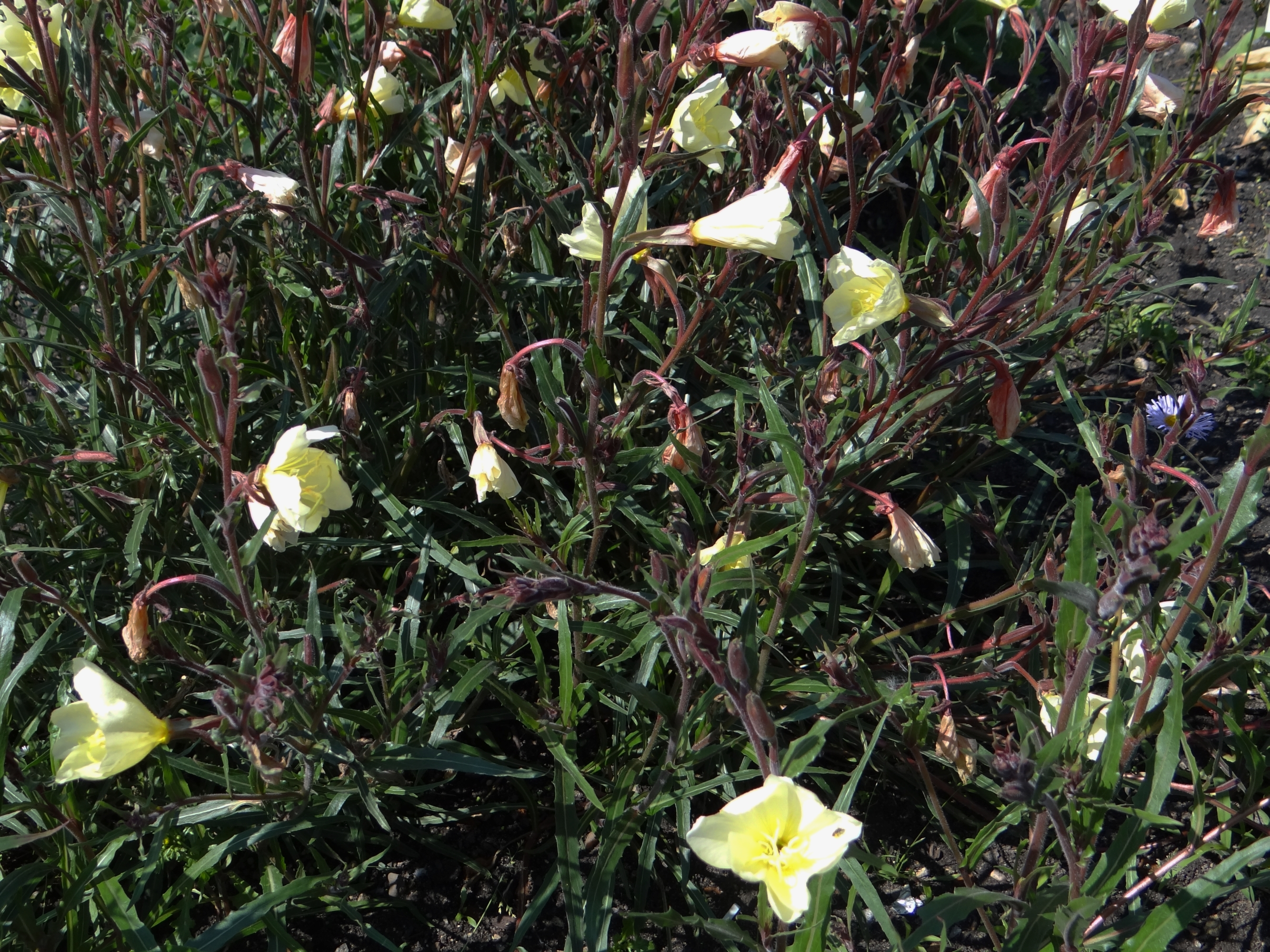
Oenothera odorata na rabacie